# La pelota vasca, la piel contra la piedra
La pelota vasca, la piel contra la piedra es un documental de 2003 dirigido por Julio Medem, que aborda la situación del País Vasco, enfocando la historia de Euskadi Ta Askatasuna (ETA) y los Grupos Antiterroristas de Liberación (GAL), la situación de los presos de ETA y de las víctimas y amenazados del terrorismo, además de aspectos de la lengua y de la historia del País Vasco (con explicaciones sobre los siete territorios de Euskal Herria), desde las guerras carlistas del siglo XIX, pasando por el bombardeo de Guernica en 1937, hasta la presentación del Plan Ibarretxe en los años 2000.

## Proyecto
Es un proyecto hecho para 5 soportes: libro, cine, serie de televisión de 3 capítulos (emitida por TV3), página web (mediante unos vídeos a descargas, los Frontones y Pelotaris) y DVD, aunque también se hizo un cortometraje para el colectivo Hay motivo.
Tras un visionado del montaje provisional de la película, Mireia Lluch Bramón, hija de Ernest Lluch (asesinado por ETA), decidió producir el montaje de sonido de la película con parte de la herencia de su padre. Durante el visionado se ve una escena de la manifestación contra el asesinato de Ernest Lluch, en la que Gemma Nierga (directora de La Ventana, programa en el que colaboraba el político), y que era la persona encargada de leer el manifiesto conjunto, añadió lo siguiente: «Estoy convencida de que Ernest, hasta con la persona que le mató, hubiera intentado dialogar: ustedes [dirigiéndose a los políticos], que pueden, dialoguen por favor». Esta petición de diálogo causó sorpresa y disgusto entre parte de los manifestantes y de los representantes políticos que rechazaban cualquier negociación y habían pactado una manifestación conjunta. 

## Contenido
El documental mezcla imágenes aéreas del País Vasco, momentos diversos de un partido de pelota vasca, escenas de diversas películas anteriores acerca del tema del que trata, imágenes de diversos medios de comunicación y trozos de entrevistas a diversas personas relacionadas con esta tierra.
Además de las entrevistas grabadas por Médem, la película incorpora fragmentos de películas como Edurne, modista bilbaína (1924), El Mayorazgo de Basterretxe (1929), Around the World with Orson Welles (1955), Pelotari (1964), Operación Ogro (1980), Pelota (1983), Euskadi hors d'état (1984), Vacas (1992), Días contados (1994), 40 ezetz (1999) y Yoyes (2000), así como de reportajes de televisión. En la primera versión estrenada en cines y en el DVD contenía extractos muy impactantes de la semana proamnistía de mayo de 1977 que se retiraron luego en posteriores difusiones (entre otras TVE) por no contar ni con el permiso ni los derechos de autor de la productora propietaria de la película.

## Críticas

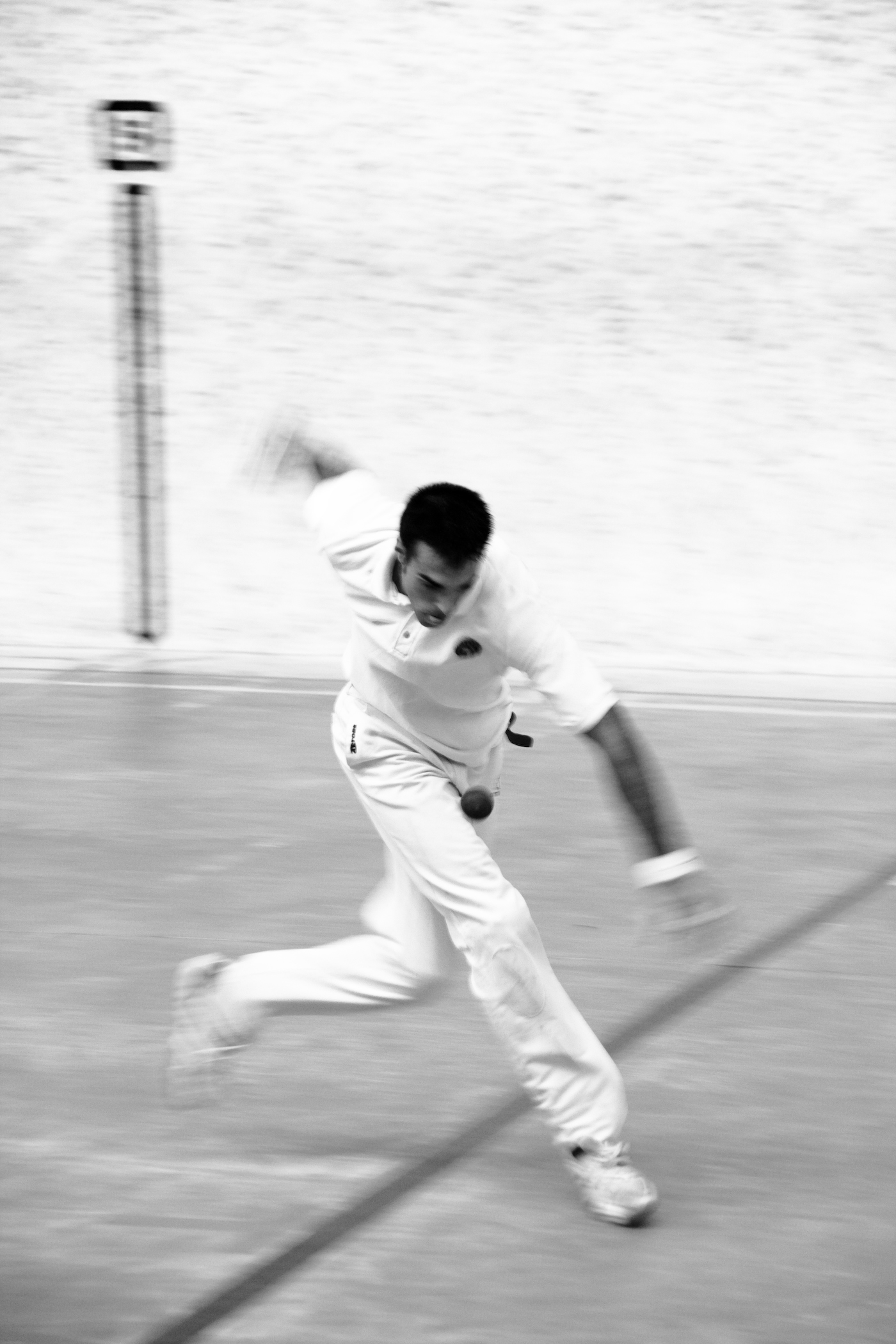
El director incluye en el documental momentos diversos de un partido de pelota vasca.

En el momento de su estreno fue un documental muy controvertido en España. Debido a algunos elementos como el que se entrevistara a Arnaldo Otegi, el Partido Popular se negó a que ninguno de sus miembros formasen parte del elenco de entrevistados, si bien sí tomaron parte un miembro de Unión del Pueblo Navarro (asociado al PP en Navarra) y el secretario general de Unidad Alavesa, partido que entonces estaba coligado con el PP en varios parlamentos, además de Alfredo Marco Tabar en la edición de 7 horas del DVD. Según explicó Gustavo de Arístegui en el programa La Ventana de la Cadena SER, el motivo de la no participación es que si bien la cinta critica fuertemente a ETA, a su juicio no critica al nacionalismo vasco.
Tampoco ningún preso de ETA quiso tomar parte, aunque sí un ex-preso. Tres de los amenazados por ETA que participan en el documental, Gotzone Mora, Iñaki Ezkerra y Antonio Elorza estuvieron en desacuerdo con el montaje final de la cinta y pidieron la retirada de sus entrevistas. Médem respondió que no era posible retirarla antes de su estreno en cines, pero no aparecieron en los vídeos de la web ni en el montaje de 7 horas del DVD.
El día de su presentación en el festival de San Sebastián, la Asociación Víctimas del Terrorismo pidió al alcalde, Odón Elorza (participa en el largometraje) la retirada de la cinta del festival, aunque esta no se produjo.
Durante la Gala de los Premios Goya 2004, la AVT se manifestó contra el documental de Julio Médem, que había sido nominado, debido a que según ellos equiparaba a víctimas con victimarios; entre las pancartas destacaban las de No al Medem, y No al Pelota Vasco: la nuca contra la bala. Recordaban con esto las chapas diciendo "No a la guerra"  (de Irak) que algunos cineastas habían llevado durante la XVII edición de los Premios Goya.
Por su parte, los asistentes cerraron filas en torno a su compañero, y lucieron pegatinas como Medem Sí. ETA No o No al Terrorismo, Sí a la libertad de Expresión. El documental no ganó el premio. De cualquier modo, las votaciones se habían decidido hacía un mes, por lo que la manifestación no tuvo influencia en el resultado.

## Premios
- Nominación a un premio Goya en 2004. Premios Goya.

## Participantes
Estas son las personas que participaron en el documental: 
- Alberto Catalán. Secretario general de Unión del Pueblo Navarro (UPN).
- Daniel Múgica (político). Hijo de José Javier Múgica, concejal de UPN en Leiza, asesinado por ETA en 2001.
- Pablo Mosquera. Secretario general de Unidad Alavesa (UA).
- Felipe González. Presidente del Gobierno Español de 1982 a 1996 con el Partido Socialista Obrero Español (PSOE).
- Juan Manuel Eguiagaray. Exministro de Industria del PSOE.
- Gotzone Mora. Exmiembro de la ejecutiva del Partido Socialista de Euskadi (PSE-EE). Amenazada por ETA.
- Txiki Benegas. Expresidente del PSE-EE.
- Gregorio Peces-Barba. Uno de los redactores de la Constitución Española en representación del PSOE. Expresidente del Congreso de los Diputados.
- Patxi López. Secretario general del PSE-EE.
- Odón Elorza. Alcalde de San Sebastián por el PSE-EE desde 1991.
- Ana Urchueguía. Alcaldesa de Lasarte, Guipúzcoa, por el PSE-EE. Amenazada por ETA.
- Ramón Etxezarreta. Concejal de Cultura en San Sebastián por el PSE-EE. Amenazado por ETA.
- Eduardo Madina. Secretario general de las Juventudes Socialistas de Euskadi. Víctima de un atentado de ETA por el que perdió una pierna.
- Maixabel Lasa. Viuda de Juan María Jáuregui (Gobernador civil de Guipúzcoa por el PSE-EE asesinado por ETA). Directora de Atención a las víctimas del Gobierno Vasco.
- Javier Madrazo. Coordinador general de Ezker Batua-Berdeak.
- Xabier Arzalluz. Expresidente del Partido Nacionalista Vasco (PNV).
- Carlos Garaikoetxea. Lehendakari (Presidente del Gobierno Vasco) de 1980 a 1985 con el PNV. expresidente de Eusko Alkartasuna (EA).
- José Antonio Ardanza. Lehendakari de 1985 a 1998 con el PNV.
- Juan José Ibarretxe. Lehendakari de 1998 a 2009 con el PNV.
- Joseba Arregui. Exconsejero de Cultura del Gobierno Vasco por el PNV.
- José Ángel Cuerda. Exalcalde de Vitoria con PNV.
- Begoña Errazti. Presidenta de Eusko Alkartasuna (EA).
- Jean Grenet. Alcalde de Bayona, la ciudad más importante del País Vasco francés (en francés).
- Patxi Zabaleta. Secretario general de Aralar (izquierda independentista que condena los atentados de ETA).
- Julen Madariaga. Cofundador de ETA. Miembro de Aralar.
- Txomin Ziluaga. Profesor de Ciencias Políticas y uno de los fundadores de Herri Batasuna y HASI.
- Arnaldo Otegi. Secretario general de Batasuna (izquierda independentista que no condena los atentados de ETA).
- Txema Montero. Abogado y antiguo militante de Herri Batasuna. Miembro de la Fundación Sabino Arana.
- Carmen Galdeano. Hija de Xabier Galdeano, asesinado por el GAL en 1985. Presidenta de Exerat (organismo jurídico que pide el acercamiento de los presos vascos).
- Anika Gil. Denunció haber sido torturada tras pasar cinco días en comisaría detenida por la Guardia Civil por presunta colaboración con ETA y finalmente puesta en libertad sin cargos (en euskera).
- Eva Suárez. Presidenta de Amnistía Internacional en España.
- Teo Santos. Ertzaina del sindicato ERNE.
- Cristina Sagarzazu. Viuda de Ramón Doral, ertzaina asesinado por ETA en 1996.
- Hur Gorostiaga. Creador del periódico Le journal du Pays Basque (en euskera).
- Antoni Batista. Periodista, escritor, crítico musical y redactor de La Vanguardia.
- Iñaki Ezkerra. Periodista y escritor. Amenazado por ETA.
- Mariano Ferrer. Periodista.
- Antonio Álvarez Solís. Periodista.
- Iñaki Gabilondo. Periodista, exdirector y presentador de Hoy por Hoy (Cadena SER) y exdirector de Informativos de Cuatro TV.
- Javier Angulo. Periodista.
- Xabier Euzkitze. Bertsolari, periodista y presentador de televisión (en euskera).
- Javier Ortiz. Periodista en El Mundo), ensayista y editor.
- Jesús Altuna. Historiador y antropólogo.
- Tomás Urzainqui. Historiador y escritor.
- Juan Pablo Fusi. Historiador.
- Jean Louis Davant. Escritor, miembro de la Real Academia de la Lengua Vasca (en euskera).
- José María Satrustegi. Escritor, humanista, etnógrafo, miembro de la Real Academia de la Lengua Vasca (en euskera).
- Jean Gratien Haritschelhar. Presidente de la Real Academia de la Lengua Vasca (en euskera).
- Ander Manterola. Investigador etnográfico.
- Paco Etxeberria. Médico forense.
- Ramón Zallo. Doctor en Ciencias de la Información.
- José María Garmendia. Catedrático de Historia Contemporánea.
- Fernando Reinares. Catedrático de Ciencias Políticas. Experto en "Terrorism Prevention Branch" de las Naciones Unidas.
- Antonio Elorza. Catedrático de Ciencias Políticas y escritor. Amenazado por ETA.
- Ramón Alzate. Psicosociólogo.
- Imanol Zubero. Doctor en Sociología. Miembro de Gesto por la Paz.
- José Ignacio Ruiz de Olabuenaga. Catedrático de Sociología y Ciencias Políticas.
- Javier Elzo. Catedrático de Sociología. Amenazado por ETA (en parte de la entrevista aparece su escolta de espaldas).
- Ramón Saizarbitoria. Sociólogo y escritor en euskera.
- Bernardo Atxaga. Escritor en euskera.
- Kirmen Uribe. Licenciado en Filología Vasca, poeta y escritor en euskera.
- Javier Sádaba. Filósofo.
- Antxon Lafont. Expresidente de la Cámara de Comercio de Bayona y empresario.
- Txetxo Bengoetxea. Músico.
- Fermin Muguruza. Músico (en euskera)
- Sabino Ayestarán. Catedrático de Psicología y franciscano.
- Iñaki Villota. Sacerdote.
- Alec Reid. Sacerdote redentorista y portavoz de las Conversaciones de Paz para Irlanda del Norte (en inglés)
- Harry Barnes. Exdirector del Centro Carter (Estados Unidos) para la resolución de conflictos (en inglés).
- Jonan Fernández. Fundador de Elkarri (movimiento social por la paz, el diálogo y el acuerdo en Euskal Herria).
- Varios familiares de presos de ETA en viaje a la prisión de Huelva.

En la Edición Especial en DVD de La Pelota Vasca, La Piel Contra la Piedra, así como en los vídeos de la web, se incluyen otras participaciones: 
- Alfredo Marco Tabar. Abogado, miembro del Partido Popular (PP) y redactor del Estatuto de Autonomía del País Vasco de 1979.
- Ernesto Ladrón de Guevara. Fundador del Foro de Ermua y miembro de Unidad Alavesa.
- Emilio Guevara. Redactor del Estatuto de Autonomía del País Vasco.
- Francisco Letamendia. Profesor de Ciencias Políticas. Exdirigente de ETA político-militar.
- Mario Zubiaga. Profesor de Ciencias Políticas.
- Iker Anca. Periodista y directora del diario Gara (en euskera).
- Alberto Surio. Periodista y corresponsal político de El Diario Vasco.
- Lola Valverde. Historiadora.
- Eneko Lapazaran. Historiador.
- José Antonio Azpiazu. Historiador.
- Laura Mintegi. Historiadora, periodista y escritora.
- Ángel Rekalde. Escritor y expreso.
- Néstor Basterretxea. Escultor.
- Maite Aristegi. Abogada y miembro del sindicato agrario EHNE.
- Ramón Múgica. Notario.
- Mikel Erentxun. Músico.
- Oier Gorosabel. Pacifista.
- Joseba Zulaika. Antropólogo y director del Centro de Estudios Vascos en la University of Nevada Library, Reno (entrevistado el 8 de diciembre de 2003, con posterioridad al estreno de la película en los cines).